# Lỗ nhân
Phức hợp lỗ nhân là các phức hợp protein lớn trải rộng trên màng nhân, tức lớp màng kép bao bọc xung quanh nhân tế bào nhân thực. Có trung bình 1.000 phức hợp lỗ nhân trong màng nhân của tế bào động vật có xương sống, nhưng con số đó biến đổi phụ thuộc vào loại tế vào và giai đoạn trong vòng đời tế bào.  Phức hợp lỗ nhân ở người là một cấu trúc 110 MDa. Các protein cấu tạo nên phức hợp lỗ nhân được gọi là nucleoporin. Mỗi phức hợp lỗ nhân chứa ít nhất 456 phân tử protein riêng lẻ và được cấu tạo từ 34 protein khác nhau (nucleoporin).
Phức hợp lỗ nhân cho phép vận chuyển phân tử dọc theo màng nhân. Quá trình vận chuyển này bao gồm cả protein ARN và ribosome di chuyển từ nhân tới tế bào chất và protein (ví dụ như DNA polymerase và lamins), carbohydrate, phân tử tín hiệu và lipid di chuyển vào trong nhân. Đáng lưu ý là phức hợp lỗ nhân có thể thực hiện trực tiếp 1.000 sự dịch chuyển mỗi phức hợp trên mỗi giây. Mặc dù các phân tử nhỏ hơn thì chỉ đơn giản là khuếch tán qua các lỗ, các phân tử lớn hơn có thể bị các chuỗi tín hiệu cụ thể nhận ra và sau đó được khuếch tán với sự trợ giúp của các nucleoporin vào trong hoặc ra khỏi nhân. Gần đây các nghiên cứu đã cho thấy những nucleoporins này có các đặc điểm bảo tồn tiến hóa cụ thể được mã hóa vào trong chuỗi của chúng, cung cấp hiểu biết sâu sắc về cách chúng điều hòa việc vận chuyển các phân tử qua lỗ nhân.